# Emmauskirche (Wuppertal)

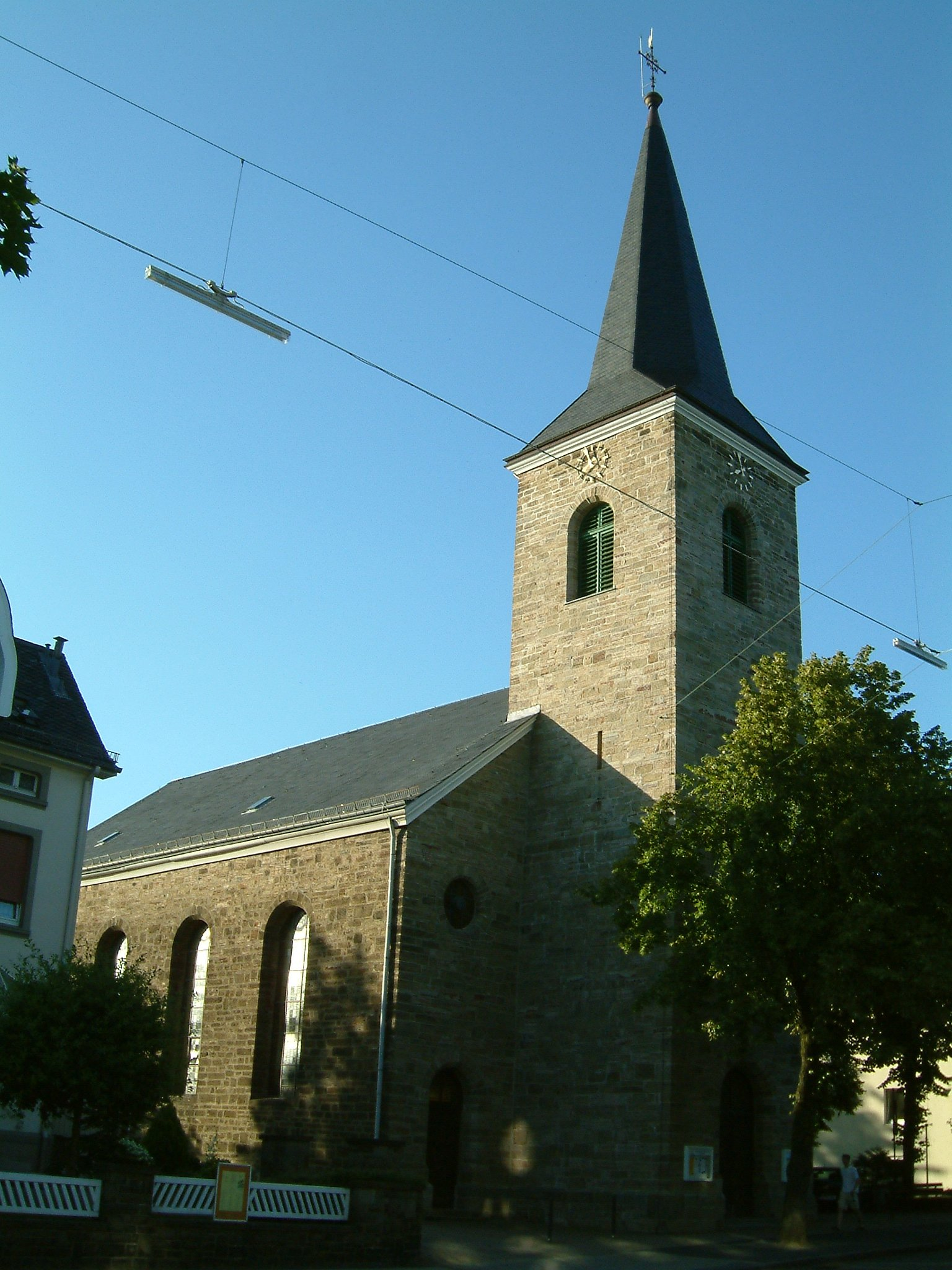
Die Emmauskirche, noch ohne den verbindenden Glasbau

Die Emmauskirche ist eine ehemalige evangelische Kirche und heutiges Gemeindezentrum im Wuppertaler Stadtteil Cronenberg.

## Baubeschreibung
Die Kirche ist eine schlichte, aus unverputzter Cronenberger Grauwacke erbaute Saalkirche im Stil des Bergischen Barocks. Das 23 Meter lange Kirchenschiff ist mit dem Chor nach Norden ausgerichtet und schließt mit einer 5/8-Apsis ab. Der Kirche südlich vorgesetzt ist ein schlichter Kirchturm mit quadratischem Grundriss, Spitzhaube und Zifferblättern an allen vier Seiten. Der Kirchsaal wird von jeweils vier sechs Meter hohen, schmucklosen Fenstern in den Längswänden erleuchtet, die Chorfenster erleuchten bei entsprechendem Lichteinfall nur den Chor in bunten Farben. Über dem Portal zum Kirchsaal befand sich eine heute zugebaute Empore, die über die Turmtreppe erreicht werden konnte.
Seit 2010 ist die Kirche mit einem schmalen, zweigeschossigen Glasbau mit dem Gemeindehaus verbunden, seitdem wird sie nur noch seitlich durch den Glasbau betreten. Im ehemaligen Eingangsbereich im Turm sind heute eine Küche, Toiletten sowie die Garderobe eingerichtet.

## Geschichte
Den Cronenberger Lutheranern war es seit 1783 durch die Kurpfälzische Regierung in Düsseldorf gestattet, eigene Gottesdienste abzuhalten. Schon ein Jahr später wurde eine erste Lutherische Kirche Cronenberg im zeittypischen Stil in Holzfachwerk-Bauweise an der heutigen Hauptstraße errichtet, zeitgleich mit einer eigenen Schule. Da die Kirche allerdings den ansteigenden Mitgliederzahlen nicht gerecht werden konnte, wurde sie 1851 niedergelegt und 1856 bis 1857 die heutige Kirche nach Plänen der Ronsdorfer Architekten Gebrüder Matthey erbaut. Die Kanzel von 1650 stammte aus der 1764 eingestürzten Ersten Reformierten Kirche und wurde bereits in der ersten lutherischen Kirche aufgestellt.
Seit 1985 steht die Kirche unter Denkmalschutz. 1992 wurde die bis dahin „Evangelische Kirche Cronenberg“ genannte Kirche in „Emmauskirche“ umbenannt.
Mit Vereinigung der lutherischen und reformierten Gemeinden Cronenbergs 2003 wurde die Emmauskirche als Predigtstätte überflüssig und zugunsten der nur 250 Meter entfernten Reformierten Kirche aufgegeben. Sie wird unter dem Namen Zentrum Emmaus als Gemeindezentrum mit mehreren Veranstaltungsräumen und Gastronomieangebot durch die Architekten Hans Christoph Goedeking und Josef Johannes Niedworok umgebaut. Eine architektonische Besonderheit ist der Jugendbereich, der in einem roten Container auf der Chorempore untergebracht ist. Seit 2010 verbindet ferner ein zweigeschossiger Glasbau, die Kirche mit dem alten Gemeindehaus, das bis dahin die Gastronomie und den Weltladen beherbergte. Seit dem einschneidenden Umbau sind im Gemeindehaus mehrere Tagungsräume sowie die Gemeindeverwaltung untergebracht.